# Vidi (ställningstagande)
Ett vidi är ett ställningstagande som avslutar en gemensam beredning av ett ärende där fler än ett departement är inblandade.